# Wilhelm Benecke
Wilhelm Benecke (Hannover, 17 agosto 1776 – Heidelberg, 8 marzo 1837) è stato un mercante e saggista tedesco.

Traité des principes d'indemnités, 1825
(Fondazione Mansutti, Milano).

Levin Anton Wilhelm Benecke è stato direttore della compagnia di assicurazione Berliner Feuerversicherungsanstalt, spostandosi poi in Gran Bretagna quando i francesi occuparono Amburgo durante le Guerre napoleoniche. Nell'ambito della sua attività assicurativa, egli scrisse il trattato System des Assekuranz und Bodmereiwesens (1805), dedicato alle assicurazioni e al cambio marittimo. Ne esiste una traduzione in inglese stampata a Londra nel 1824 e una in francese da Armand J. Dubernad, che aggiunse anche un commentario. Il vasto seguito del trattato portò a farne anche una traduzione in lingua italiana da Antonio Rossetti de Scander, che nel 1828 tradusse l'opera col titolo Sistema delle assicurazioni e del cambio marittimo.